# マウリツィオ・ベニーニ
マウリツィオ・ベニーニ（伊: Maurizio Benini, 1952年 - ）は、イタリアの指揮者。

## 経歴
ファエンツァの生まれ。ボローニャ音楽院でジャコモ・マンゾーニに作曲、ルチアーノ・ロサーダに指揮を学び、ゲオルク・ショルティにも指揮を教わった。1984年から1991年までボローニャ市立劇場の音楽監督を務め、1992年にはミラノ・スカラ座に客演する。1993年から翌年までブエノスアイレスのテアトロ・コロンで指揮し、1995年にはパリ・オペラ座に登場した。同年よりアイルランドのウェックスフォード音楽祭の首席指揮者を務め、2001年から翌年にかけてメトロポリタン歌劇場でも指揮した。